# 1327

## Události
- 18. únor – Kazimír I. Těšínský a Boleslav I. Falkenberský složili v Opavě lenní slib českému králi Janu Lucemburskému. O den později udělali to samé Lešek Ratibořský a Vladislav Kozelský
- 24. únor – Jan I. Osvětimský složil lenní slib Janu Lucemburskému
- založen štýrský cisterciácký klášter Neuberg

## Narození
- 10. února – Fridrich II. Habsburský, syn rakouského, štýrského a korutanského vévody Oty Veselého († 11. prosince 1344)
- ? – Sung Kche, čínský kaligraf († 1387)

## Úmrtí
- 29. ledna – Adolf Falcký, rýnský falckrabě (* 27. září 1300)
- 3. února – Jindřich Habsburský, vévoda rakouský a štýrský (* 1298)
- duben – Filip Kastilský (1327), kastilský infant (* 28. května 1292)
- 6. června – 7. prosince – Matylda ze Žleb, česká šlechtična (* ?)
- 16. srpna – Roch z Montpellieru, francouzský světec, patron nemocných morem (* okolo 1295)
- 21. září – Eduard II., anglický král (* 25. dubna 1284)
- 27. října – Alžběta de Burgh, královna skotská jako manželka Roberta I. (* asi 1289)
- 5. listopadu – Jakub II. Aragonský, král sicilský, aragonský, valencijský a sardinský (* 10. srpna 1267)
- ? – Mistr Eckhart, německý teolog a filosof (* 1260)
- ? – Filip I. Drugeth, uherský palatin (* 1288)

## Hlava státu
- České království – Jan Lucemburský
- Svatá říše římská – Ludvík IV. Bavor x Fridrich Sličný
- Papež – Jan XXII.
- Švédské království – Magnus II.
- Norské království – Magnus VII.
- Dánské království – Valdemar III. Dánský
- Anglické království – Eduard II. – Eduard III.
- Francouzské království – Karel IV. Sličný
- Aragonské království – Jakub II. Spravedlivý – Alfons IV.
- Kastilské království – Alfons XI. Spravedlivý
- Portugalské království – Alfons IV. Statečný
- Polské knížectví – Vladislav I. Lokýtek
- Uherské království – Karel I. Robert
- Byzantská říše – Andronikos II. Palaiologos
- Osmanská říše – Orhan I.